# Рейс Горизонт Парк
Рейс Горизонт Парк англ. Race Horizon Park — это международные соревнования по шоссейному велоспорту состоящие из нескольких однодневных гонок и проходящие ежегодно в столице Украины в дни празднования Дня Киева. В рамках велогонки также проходит традиционный велопарад любителей — Велодень. Сами гонки входят в календари двух турниров UCI (International Cycling Union) — UCI Europe Tour (категория UCI 1.2) среди мужчин и UCI Women's Road World Rankings среди женщин.

## История
Киевская велогонка имеет более чем 60-летнюю историю. Ещё во время СССР велогонки на Крещатике в День Киева были одним из главных атрибутов и традиций праздника, проводились с большим резонансом и массовым зрителем. Многие помнят роковую Велогонку Мира проходившую в 1986 году на Крещатике, сразу после аварии на Чернобыльской атомной станции, когда о Чернобыльской трагедии власти не сообщили.
Длительный период времени велогонки на Крещатике не проводились. Но в 2008 году столичная велогонка возобновилась, обрела новое имя — Race Horizon Park, и значительно расширила количество и уровень мероприятий. С этого времени Велосоревнования Race Horizon Park – это несколько ярких гонок на шоссе, проходящих в замкнутом кольце города и собирающих большое количество зрителей.

### 2011 год
Украинская велогонка Race Horizon Park признана международными экспертами. Получив статус категорийной (1.2), она обрела «прописку» в календаре Международного союза велосипедистов (UCI). Помимо имиджа и престижности, этот статус значительно расширил количество участников, протяжность маршрута, уровень судей и профессионализм подготовки велогонщиков.

### 2012 год
Велогонка впервые в новом международном статусе прошла на самом высоком уровне, что отметил главный судья, международный комиссар UCI Владимирос Петсас.

### 2013 год
Организаторами принято решение провести не один международный заезд, а две полноценные по статусу и категорийности однодневки Race Horizon Park. Одна из которых, прошла в Голосеевском районе, вторая — традиционно в Соломенском районе г.Киева

### 2014 год
UCI подтвердили проведение в Киеве трех дней международных велосоревнований Race Horizon Park. Традиционный субботний Критериум на Крещатике, который в 2014 уже состоялся в международном статусе, прошел по ул. Большой Васильковской. Изменение маршрута было связано с перекрытой главной улицей — Крещатик и Майданом Независимости после революционных событий на ЕвроМайдане.
Часть новой трассы пролегла по брусчатке, что добавило гонке ещё больше зрелищности и сложности.
В 2012—2014 годах гостями мероприятий под брендом Race Horizon Park становились такие известные велоспортсмены как Александр Винокуров, Джамолидин Абдужапаров, посол США на Украине Джеффри Росс Пайетт, олимпийский чемпион и рекордсмен по прыжкам с шестом Сергей Бубка, Министр молодежи и спорта Украины Дмитрий Булатов.

### 2015 год
Три велогонки серии Race Horizon Park обрели собственные имена. Вместо Race Horizon Park-1,2,3 международные соревнования прошли: 29 мая, Голосеевский район — Horizon Park Race for Peace; 30 мая, Крещатик, Майдан Независимости — Horizon Park Race Maidan; 31 мая, Соломенский район — Horizon Park Classic.
Также впервые в рамках Race Horizon Park 2015 прошел Открытый кубок ФВСУ на призы Horizon Park для профессионалов и любителей, мужчин и женщин. В котором приняли участие звезды украинского велоспорта Анна Соловей и Ярослав Попович.
Во второй раз состоялись соревнования для любителей всех возрастов и полов — Horizon Masters Cup по маршруту воскресной гонки.

### 2016 год
В международном статусе велогонка Race Horizon Park отпраздновала пятилетний юбилей. К такой памятной дате организаторы подготовили для всех поклонников велоспорта много интересных сюрпризов.
Впервые пятничный маршрут велогонки Horizon Park Race for Peace прошел не в городе, а под Киевом (во избежание пробок), специально для этого была отремонтирована легендарная трасса — т.н. «Олимпийское кольцо», построенное в 1980 году.
По решению международного комиссара традиционная субботняя велогонка Horizon Park Race Maidan была остановлена из-за сильного ливня, который начался буквально сразу после старта и привел к завалу более 70 спортсменов, более десяти получили травмы разной степени тяжести.
Также впервые прошли профессиональные международные велогонки для женщин — Horizon Park Women Challenge (групповая) и VR Women ITT Race (на время). Именно они позволили украинским спортсменкам, которые победили, заработать две лицензии на Олимпийские игры в Рио-де-Жанейро. По случаю праздника «Укрпочта» выпустила специальную юбилейную марку — 5 лет Race Horizon Park.

### 2017 год
Серия традиционных международных веломногодневок Race Horizon Park проходила в Киеве в 6-й раз. В соревнованиях приняли участие 32 команды  (165 велогонщиков) из 10 стран. Общая протяженность маршрутов всех 5 гонок (3 мужские, 2 женские) составила 476,9 километров.
Главным судьей Race Horizon Park 2017 стал известный комиссар UCI Якоб Кнудсен (Дания). Гонка Horizon Park Race Maidan проходила по измененному кольцу протяженностью 19 километров, это самый длинный круг в истории Race Horizon Park. Маршрут поменяли, чтобы сделать гонку масштабнее и доступнее для зрителей из более отдаленных районов Киева.
Еще одной особенностью Horizon Park Race Maidan стала специальная промежуточная премия от Андрея Гривко, лучшего велогонщика Украины, представляющего цвета казахстанской команды Астана. После проведения серии международных стартов глава организационного комитета Race Horizon Park и президент Федерации велоспорта Украины Александр Башенко  принял решение в 2018 году поднять категорию Race Horizon Park до 1.1.

## Название гонки
Название гонки образовано из названия бизнес-центров — Horizon Park Business Center, владельцем которых является организатор велогонки Александр Борисович Башенко. Возрождение велосоревнований в Киеве для А. Башенко — дань памяти своему отцу Борису Арсениевичу Башенко, который в своё время был президентом Федерации велоспорта Украины и генеральным секретарем Национального олимпийского комитета. Сегодня Александр Башенко также является президентом  Федерации велоспорта Украины.

## Правила гонки
- В однодневных шоссейных велогонках Race Horizon Park (категория UCI 1.2, в рамках календаря UCI Europe Tour) в соответствии со статьей 2.1.006 Правил UCI могут участвовать спортсмены категории "мужчины до 23 лет". Протяжность каждого маршрута около 160 км.
- В соревновании могут участвовать континентальные команды UCI, национальные команды, региональные и клубные команды в соответствии со статьей 2.1.005 Правил UCI. Согласно статье 2.2.003 Правил UCI, команды должны состоять из минимум 4 (четыре) и максимум 6 (шесть) гонщиков.
- Первые 20 велогонщиков пересекших финишную прямую, следуя правилам UCI, получают денежные вознаграждения. В общей сумме призовой фонд составляет 10 818 евро.
- В соответствии с Регламентом UCI очки в индивидуальный рейтинг UCI начисляются первым восьми гонщикам в соответствии со следующей таблицей:

| Место | 1  | 2  | 3  | 4  | 5  | 6 | 7 | 8 |
| Очки  | 40 | 30 | 16 | 12 | 10 | 8 | 6 | 3 |

## Маршруты
Маршрут гонки проходит по улицам города.
Horizon Park Race for Peace
Первый день, пятница. Групповая гонка по кругу: пр. Голосеевский, ул.
Голосеевская, пр. Науки, ул. Блакитного, ул. Героев Обороны
Horizon Park Race Maidan
Второй день, суббота. Групповая гонка по кругу: ул. Крещатик, ул.
Большая Васильковская, ул. Ковпака, ул. Горького, Лыбедская площадь, ул.
Большая Васильковская, ул. Крещатик, Европейская площадь
Horizon Park Classic
Третий день, воскресенье. Групповая гонка по кругу: ул. Николая
Гринченко, ул. Кировоградская, пр. Краснозвездный, ул. Андрея Головко, ул.
Соломенская, ул. Протасов Яр

## Призёры

### Race Horizon Park 1
| Год                         | Победитель           | Второй               | Третий              |
| --------------------------- | -------------------- | -------------------- | ------------------- |
| Race Horizon Park 1         |                      |                      |                     |
| 2012                        | Виталий Попков       | Александр Мартыненко | Никита Умербеков    |
| 2013                        | Денис Костюк         | Александр Шейдик     | Михаил Кононенко    |
| 2014                        | Виталий Буц          | Блажей Яничек        | Рейнир Хониг        |
| Horizon Park Race for Peace |                      |                      |                     |
| 2015                        | Сергей Лагкути       | Денис Костюк         | Анатолий Пахтусов   |
| 2016                        | Виталий Буц          | Яцек Морайко         | Самир Джабраилов    |
| 2017                        | Михаил Кононенко     | Якоб Франнсен        | Никита Соколов      |
| 2018                        | Фредерик Муфф Хансен | Егор Дементьев       | Владислав Дубовский |
| 2019                        | Евгений Соболь       | Анатолий Будяк       | Егор Дементьев      |

### Race Horizon Park 2
| Год                      | Победитель            | Второй             | Третий           |
| ------------------------ | --------------------- | ------------------ | ---------------- |
| Race Horizon Park 2      |                       |                    |                  |
| 2013                     | Михаил Кононенко      | Бронислав Самойлов | Александр Квачук |
| 2014                     | Михаил Кононенко      | Лешек Плучински    | Сергей Гречин    |
| Horizon Park Race Maïdan |                       |                    |                  |
| 2015                     | Александр Поливода    | Сергей Попок       | Михаил Кононенко |
| 2016 не проводилась      |                       |                    |                  |
| 2017                     | Расмус Эсман Гиннеруп | Гжегож Степняк     | Дмитрий Жигунов  |
| 2018                     | Бронислав Самойлов    | Войцех Сикала      | Илья Клепиков    |
| 2019                     | Владислав Тимощук     | Виталий Буц        | Станислав Божков |

### Race Horizon Park 3
| Год                  | Победитель         | Второй           | Третий              |
| -------------------- | ------------------ | ---------------- | ------------------- |
| Race Horizon Park 3  |                    |                  |                     |
| 2014                 | Денис Костюк       | Блажей Яничек    | Александр Поливода  |
| Horizon Park Classic |                    |                  |                     |
| 2015                 | Михаил Кононенко   | Виталий Буц      | Александр Кучинский |
| 2016                 | Михаил Кононенко   | Марек Руткевич   | Андреа Пасквалон    |
| 2017                 | Александр Превар   | Егор Дементьев   | Сергей Лагкути      |
| 2018                 | Бронислав Самойлов | Владимир Джюс    | Расмус Лунн         |
| 2019                 | Андрей Василюк     | Станислав Божков | Алексей Касьянов    |

### Horizon Park Women Challenge
| Год  | Победитель       | Второй          | Третий        |          |
| ---- | ---------------- | --------------- | ------------- | -------- |
| 2016 | Татьяна Рябченко | Ирина Семионова | Анна Соловей  |          |
| 2017 | Алжбета Бачикова | Таисия Носкович | Марина Иванюк |          |
| 2018 | Евгения Высоцкая | Ольга Шекель    | Люси Залеска  |          |
| 2019 | отменено         | отменено        | отменено      | отменено |
| 2020 | отменено         | отменено        | отменено      | отменено |

### VR Women ITT
| Год  | Победитель        | Второй            | Третий            |
| ---- | ----------------- | ----------------- | ----------------- |
| 2016 | Валерия Кононенко | Татьяна Рябченко  | Анна Соловей      |
| 2017 | Анна Соловей      | Ольга Шекель      | Валерия Кононенко |
| 2018 | Антри Кристофору  | Валерия Кононенко | Ольга Шекель      |
| 2019 | Валерия Кононенко | Татьяна Рябченко  | Алёна Шара        |
| 2020 |                   |                   |                   |